# 南国都市报
《南国都市报》是总部设于中华人民共和国海南省海口市的报纸，由海南日报报业集团主管。南国都市报创刊于2001年1月1日，是海南省第一份都市报。至2010年，报纸的发行量已超过15万份。南国都市报为日报，一周七刊。